# Associazione Calcio Lecco 1965-1966
Questa pagina raccoglie le informazioni riguardanti l'Associazione Calcio Lecco nelle competizioni ufficiali della stagione 1965-1966.

## Stagione
Nella stagione 1965-1966 il Lecco disputa il campionato di Serie B, con 48 punti si piazza in seconda posizione e risale in Serie A con il Venezia che vince il torneo co 49 punti ed il Mantova terzo con 46 punti. Scendono in Serie C la Pro Patria con 33 punti, il Monza con 32 punti, ed il Trani con 30 punti.
La promozione in Serie A pare matura, il presidente Mario Ceppi ne è consapevole, con qualche piccolo ritocco il Lecco è pronto ad affrontare l'impresa. I nuovi innesti sono l'ala sinistra Aquilino Bonfanti prelevato dal Milan ed il centrocampista Gianpaolo Incerti proveniente dalla Solbiatese, sempre agli ordini dell'allenatore Angelo Piccioli. La squadra bluceleste si dimostra davvero una delle corazzate del campionato cadetto, salendo in Serie A in carrozza con il Venezia, mentre il Mantova si aggiudica lo sprint per il terzo posto contro Reggina e Genoa. Sergio Clerici è il bomber stagionale con un bottino di 17 reti. Il Lecco gioca a viso aperto contro ogni avversaria, concedendosi un paio di disattenzioni casalinghe con il Genoa (0-1) all'esordio e con il Mantova (0-5) in aprile, pause alle quali pone rimedio con un rendimento esterno di 6 vittorie e 8 pareggi. Alla celebrazione della seconda promozione in Serie A non manca la vetrina internazionale con l'amichevole giocata al Rigamonti contro la nazionale di Romania, conclusa con il punteggio (3-3). In Coppa Italia il percorso è stato breve, subito interrotto dalla sconfitta interna con il Varese nel primo turno.

## Rosa
| N. |                    | Ruolo | Calciatore        |
| -- | ------------------ | ----- | ----------------- |
|    | Italia (bandiera)  | C     | Giorgio Azzimonti |
|    | Italia (bandiera)  | P     | Pierangelo Belli  |
|    | Italia (bandiera)  | A     | Aquilino Bonfanti |
|    | Italia (bandiera)  | D     | Attilio Bravi     |
|    | Brasile (bandiera) | A     | Sergio Clerici    |
|    | Italia (bandiera)  | C     | Emilio Codecasa   |
|    | Italia (bandiera)  | D     | Vinicio Facca     |
|    | Italia (bandiera)  | C     | Sergio Ferrari    |
|    | Italia (bandiera)  | C     | Sauro Fracassa    |

| N. |                   | Ruolo | Calciatore          |
| -- | ----------------- | ----- | ------------------- |
|    | Italia (bandiera) | C     | Italo Galbiati      |
|    | Italia (bandiera) | A     | Gianpaolo Incerti   |
|    | Italia (bandiera) | A     | Angelo Longoni      |
|    | Italia (bandiera) | P     | Giuseppe Meraviglia |
|    | Italia (bandiera) | C     | Antonio Pasinato    |
|    | Italia (bandiera) | D     | Giovanni Sacchi     |
|    | Italia (bandiera) | A     | Giampiero Schiavo   |
|    | Italia (bandiera) | D     | Ezio Tettamanti     |

## Risultati

### Serie B

#### Girone di andata
| Arbitro: | Sbardella (Roma) |

|  |           |             |
|  | Marcatori | 13’ Bicicli |

| Arbitro: | Genel (Trieste) |

|             |           |                  |
| Sartore 59’ | Marcatori | 43’, 82’ Clerici |

| Arbitro: | Cimma (Biella) |

|             |           |                |
| Clerici 48’ | Marcatori | 26’ Mascalaito |

| Arbitro: | Roversi (Bologna) |

|                 |           |                               |
| Rosito 70’, 89’ | Marcatori | 21’, 33’ Bonfanti 87’ Longoni |

| Arbitro: | Pieroni (Roma) |

|           |           |              |
| Silva 80’ | Marcatori | 57’ Bonfanti |

| Lecco 10 ottobre 1965 6ª giornata | Lecco             | 0 – 0 | Verona | Stadio Mario Rigamonti\| Arbitro: \| Righetti (Torino) \| |
| Arbitro:                          | Righetti (Torino) |       |        |                                                           |

| Arbitro: | De Robbio (Torre Annunziata) |

|  |           |                         |
|  | Marcatori | 31’ Incerti 55’ Clerici |

| Lecco 24 ottobre 1965 8ª giornata | Lecco          | 0 – 0 | Venezia | Stadio Mario Rigamonti\| Arbitro: \| Vitullo (Roma) \| |
| Arbitro:                          | Vitullo (Roma) |       |         |                                                        |

| Mantova 31 ottobre 1965 9ª giornata | Mantova                      | 0 – 0 | Lecco | Stadio Danilo Martelli\| Arbitro: \| Concetto Lo Bello (Siracusa) \| |
| Arbitro:                            | Concetto Lo Bello (Siracusa) |       |       |                                                                      |

| Arbitro: | Toselli (Cormons) |

|             |           |  |
| Clerici 19’ | Marcatori |  |

| Reggio Emilia 14 novembre 1965 11ª giornata | Reggiana         | 0 – 0 | Lecco | Stadio Mirabello\| Arbitro: \| Gonella (Torino) \| |
| Arbitro:                                    | Gonella (Torino) |       |       |                                                    |

| Arbitro: | Frullini (Firenze) |

|             |           |  |
| Fracassa 5’ | Marcatori |  |

| Catanzaro 28 novembre 1965 13ª giornata | Catanzaro         | 0 – 0 | Lecco | Stadio Militare\| Arbitro: \| D'Agostini (Roma) \| |
| Arbitro:                                | D'Agostini (Roma) |       |       |                                                    |

| Arbitro: | De Marchi (Pordenone) |

|                            |           |  |
| Morelli 6’ Caposciutti 90’ | Marcatori |  |

| Arbitro: | Picasso (Chiavari) |

|                              |           |              |
| Clerici 22’ Incerti 47’, 76’ | Marcatori | 89’ Lojacono |

| Arbitro: | Politano (Cuneo) |

|                                |           |           |
| Galbiati 4’ Bernini 76’ (aut.) | Marcatori | 57’ Vigni |

| Arbitro: | Acernese (Roma) |

|                    |           |                               |
| Cipollato 33’, 83’ | Marcatori | 8’, 46’ Bonfanti 20’ Galbiati |

| Arbitro: | Toselli (Cormons) |

|                                                |           |  |
| Bonfanti 6’ Ferrari 68’ Clerici 74’ (rig.) 76’ | Marcatori |  |

| Reggio Calabria 16 gennaio 1966 19ª giornata | Reggina         | 0 – 0 | Lecco | Stadio Comunale\| Arbitro: \| Acernese (Roma) \| |
| Arbitro:                                     | Acernese (Roma) |       |       |                                                  |

#### Girone di ritorno
| Arbitro: | Gonella (Torino) |

|                     |           |  |
| Pasinato 34’ (aut.) | Marcatori |  |

| Arbitro: | Roversi (Bologna) |

|                                      |           |             |
| Clerici 15’ Pasinato 51’ Incerti 59’ | Marcatori | 16’ Beretti |

| Arbitro: | De Robbio (Torre Annunziata) |

|              |           |  |
| Colautti 55’ | Marcatori |  |

| Arbitro: | Politano (Cuneo) |

|                                |           |  |
| Clerici 38’ Incerti 58’ (rig.) | Marcatori |  |

| Arbitro: | Frullini (Firenze) |

|                                |           |  |
| Incerti 80’ (rig.) Clerici 90’ | Marcatori |  |

| Arbitro: | Pieroni (Roma) |

|  |           |                          |
|  | Marcatori | 51’ Clerici 55’ Bonfanti |

| Arbitro: | Camozzi (Porto d'Ascoli) |

|                          |           |             |
| Bonfanti 51’ Clerici 81’ | Marcatori | 27’ Merighi |

| Venezia 3 aprile 1966 27ª giornata | Venezia          | 0 – 0 | Lecco | Stadio Pierluigi Penzo\| Arbitro: \| Sbardella (Roma) \| |
| Arbitro:                           | Sbardella (Roma) |       |       |                                                          |

| Arbitro: | Di Tonno (Lecce) |

|  |           |                                                           |
|  | Marcatori | 12’, 48’ Di Giacomo 20’ Tomeazzi 68’ Jonsson 77’ Trombini |

| Arbitro: | De Robbio (Torre Annunziata) |

|          |           |  |
| Cosma 4’ | Marcatori |  |

| Arbitro: | D'Agostini (Roma) |

|                                     |           |                     |
| Clerici 16’, 31’, 40’ Azzimonti 86’ | Marcatori | 42’, 57’ G. Calloni |

| Arbitro: | Acernese (Roma) |

|               |           |  |
| Carminati 63’ | Marcatori |  |

| Arbitro: | Roversi (Bologna) |

|                    |           |              |
| Incerti 60’ (rig.) | Marcatori | 83’ Tribuzio |

| Lecco 15 maggio 1966 33ª giornata | Lecco          | 0 – 0 | Messina | Stadio Mario Rigamonti\| Arbitro: \| Nobilia (Roma) \| |
| Arbitro:                          | Nobilia (Roma) |       |         |                                                        |

| Alessandria 22 maggio 1966 34ª giornata | Alessandria    | 0 – 0 | Lecco | Stadio Giuseppe Moccagatta\| Arbitro: \| Pieroni (Roma) \| |
| Arbitro:                                | Pieroni (Roma) |       |       |                                                            |

| Arbitro: | De Robbio (Torre Annunziata) |

|  |           |                         |
|  | Marcatori | 39’ Incerti 62’ Clerici |

| Arbitro: | Camozzi (Porto d'Ascoli) |

|                          |           |  |
| Ferrari 65’ Bonfanti 74’ | Marcatori |  |

| Novara 12 giugno 1966 37ª giornata | Novara         | 0 – 0 | Lecco | Stadio Comunale\| Arbitro: \| Pieroni (Roma) \| |
| Arbitro:                           | Pieroni (Roma) |       |       |                                                 |

| Lecco 19 giugno 1966 38ª giornata | Lecco                 | 0 – 0 | Reggina | Stadio Mario Rigamonti\| Arbitro: \| De Marchi (Pordenone) \| |
| Arbitro:                          | De Marchi (Pordenone) |       |         |                                                               |

### Coppa Italia
| Arbitro: | Carminati (Milano) |

|  |           |                |
|  | Marcatori | 38’ Boninsegna |

## Statistiche

### Statistiche di squadra
| Competizione | Punti | In casa | In casa | In casa | In casa | In casa | In casa | In trasferta | In trasferta | In trasferta | In trasferta | In trasferta | In trasferta | Totale | Totale | Totale | Totale | Totale | Totale | DR  |
| Competizione | Punti | G       | V       | N       | P       | Gf      | Gs      | G            | V            | N            | P            | Gf           | Gs           | G      | V      | N      | P      | Gf     | Gs     | DR  |
| ------------ | ----- | ------- | ------- | ------- | ------- | ------- | ------- | ------------ | ------------ | ------------ | ------------ | ------------ | ------------ | ------ | ------ | ------ | ------ | ------ | ------ | --- |
| Serie B      | 48    | 19      | 11      | 6       | 2       | 28      | 14      | 19           | 6            | 8            | 5            | 15           | 12           | 38     | 17     | 14     | 7      | 43     | 26     | +17 |
| Coppa Italia |       | 1       | 0       | 0       | 1       | 0       | 1       | -            | -            | -            | -            | -            | -            | 1      | 0      | 0      | 1      | 0      | 1      | -1  |
| Totale       |       | 20      | 11      | 6       | 3       | 28      | 15      | 19           | 6            | 8            | 5            | 15           | 12           | 39     | 17     | 14     | 8      | 43     | 27     | +16 |

### Statistiche dei giocatori
| Giocatore     | Serie B  | Serie B | Coppa Italia | Coppa Italia | Totale   | Totale |
| Giocatore     | Presenze | Reti    | Presenze     | Reti         | Presenze | Reti   |
| ------------- | -------- | ------- | ------------ | ------------ | -------- | ------ |
| G. Azzimonti  | 11       | 1       | 1            | 0            | 12       | 1      |
| P. Belli      | 9        | -9      | 1            | 0            | 10       | -9     |
| Bertolini     | -        | -       | 1            | 0            | 1        | 0      |
| A. Bonfanti   | 34       | 8       | 1            | 0            | 35       | 8      |
| A. Bravi      | 38       | 0       | 1            | 0            | 39       | 0      |
| S. Clerici    | 38       | 18      | 1            | 0            | 39       | 18     |
| E. Codecasa   | 1        | 0       | -            | -            | 1        | 0      |
| V. Facca      | 37       | 0       | -            | -            | 37       | 0      |
| S. Ferrari    | 25       | 2       | -            | -            | 25       | 2      |
| S. Fracassa   | 17       | 1       | 1            | 0            | 18       | 1      |
| I. Galbiati   | 24       | 2       | 1            | 0            | 25       | 2      |
| G. Incerti    | 28       | 8       | -            | -            | 28       | 8      |
| A. Longoni    | 10       | 1       | -            | -            | 10       | 1      |
| G. Meraviglia | 29       | -17     | 1            | -1           | 30       | -18    |
| A. Pasinato   | 33       | 1       | 1            | 0            | 34       | 1      |
| G. Sacchi     | 35       | 0       | 1            | 0            | 36       | 0      |
| G. Schiavo    | 34       | 0       | 1            | 0            | 35       | 0      |
| E. Tettamanti | 15       | 0       | 1            | 0            | 16       | 0      |